# 節婦站
節婦站（日语：／ Seppu eki */?）位於日本北海道新冠郡新冠町字本町，是北海道旅客鐵道（JR北海道）
日高本線上的站。地名由來是阿依努語「sep」（寬廣）或「sut-sep」（山腳下的寬廣之處）。

## 車站構造
側式月台1面1線的地面站。沒有站房，只有一座小型的候車室。在日高線只通車到日高三石的時代，大部分列車均在本站會車。

## 車站周邊
- 國道235號
- 靜內警察署節婦派出所
- 節婦郵局
- 日高漁業協同組合新冠支所
- 日高輕種馬培育中心
- 道南巴士「節婦」站牌
- 新冠町立節婦小學

## 歷史
- 1926年（大正15年）12月7日 - 由日高拓殖鐵道設立。
- 1927年（昭和2年）8月1日 - 政府買下日高線並收歸國有化，由國鐵管轄。
- 1977年（昭和52年）2月1日 - 廢止貨物和行李處理的業務。
- 1987年（昭和62年）4月1日 - 國鐵分割民營化後成為北海道旅客鐵道（JR北海道）轄下的車站。
- 2015年（平成27年）1月8日：厚賀站 - 大狩部站之間路段因大浪受損而暫停行駛列車，由公車代替行駛[1]。
- 2021年（令和3年）4月1日 - 廢站[2]。

## 相鄰車站

### 廢止路線
北海道旅客鐵道（JR北海道）
日高本線
大狩部－節婦－新冠

## 相關項目
- 日高本線
- 日本鐵路車站列表

## 外部連結
- （日語）全驛參觀之旅 （页面存档备份，存于）